# (32853) Döbereiner
(32853) Döbereiner ist ein Asteroid des Hauptgürtels, der am 21. September 1992 von den deutschen Astronomen Freimut Börngen und Lutz D. Schmadel an der Thüringer Landessternwarte Tautenburg (IAU-Code 033) in Thüringen entdeckt wurde.
Der Asteroid wurde nach dem deutschen Chemiker Johann Wolfgang Döbereiner (1780–1849) benannt, der die katalytische Wirkung von Platinmetallen entdeckte und das nach ihm Döbereiner-Feuerzeug benannte Platinfeuerzeug erfand.